# Marc Wittbrock
Marc Wittbrock (* 18. Februar 1970 in Waldbröl) ist ein ehemaliger deutscher Eishockeyspieler, der unter anderem für den Kölner EC, Mannheimer ERC und ESV Kaufbeuren in der Bundesliga sowie den EC in Hannover in der Deutschen Eishockey Liga (DEL) aktiv war.

## Karriere
Marc Wittbrock durchlief die Nachwuchsmannschaften des Kölner EC. Im Profiteam kam er erstmals beim Bundesliga-Pokal 1987/88 zum Einsatz. Sein Debüt in der Bundesliga gab er in der Spielzeit 1988/89. Nach der Saison wechselte er für ein Jahr zum Mannheimer ERC, bevor er im Sommer 1990 vom ESV Kaufbeuren verpflichtet wurde. Mit der Mannschaft stieg er in der Saison 1990/91 in die Bundesliga auf und verbrachte dann ein weiteres Jahr in der höchsten deutschen Spielklasse. Nach zwei Spielzeiten beim Zweitligisten ECD Sauerland wechselte er zur Saison 1994/95 zum EC in Hannover in die neu geschaffene Deutsche Eishockey Liga (DEL), in der er zwei Jahre aktiv war. Nachdem sich die Mannschaft aus der DEL zurückgezogen hatte, blieb er dem nun in EC Hannover Turtles umbenannten Verein ab 1996 für weitere zwei Jahre in der 1. Liga erhalten. Anschließend beendete er seine Karriere.

## Erfolge und Auszeichnungen
- 1991 Meister der 2. Bundesliga und Aufstieg in die Bundesliga mit dem ESV Kaufbeuren

## Karrierestatistik
(Legende zur Spielerstatistik: Sp oder GP = absolvierte Spiele; T oder G = erzielte Tore; V oder A = erzielte Assists; Pkt oder Pts = erzielte Scorerpunkte; SM oder PIM = erhaltene Strafminuten; +/− = Plus/Minus-Bilanz; PP = erzielte Überzahltore; SH = erzielte Unterzahltore; GW = erzielte Siegtore; 1 Play-downs/Relegation; Kursiv: Statistik nicht vollständig)